# توماس آویلس
توماس آویلس (انگلیسی: Tomás Avilés؛ زادهٔ ۳ فوریهٔ ۲۰۰۴) بازیکن فوتبال اهل آرژانتین است که در حال حاضر برای اینتر میامی بازی می‌کند.
وی همچنین در تیم‌های ملی فوتبال زیر ۲۰ سال شیلی و زیر ۲۰ سال آرژانتین بازی کرده است.

## دوران باشگاهی
آویلس بازیکن جوان است و دوران جوانی خود را در باکسینگ کلاب و باشگاه CAI در کومودورو ریواداویا گذراند و سپس در ژانویه ۲۰۲۰ به آکادمی جوانان راسینگ کلاب پیوست. او نخستین سال حضورش در این باشگاه را به‌دلیل همه‌گیری کووید-۱۹ به‌تنهایی تمرین می‌کرد.
در تاریخ ۱۷ فوریه ۲۰۲۳، او نخستین قرارداد حرفه‌ای خود را با راسینگ کلاب امضا کرد که به‌مدت سه سال اعتبار داشت. او نخستین بازی رسمی و حرفه‌ای خود را در تاریخ ۲۷ فوریه ۲۰۲۲ برای راسینگ کلاب انجام داد. در آن مسابقه از لیگ برتر فوتبال آرژانتین، او در دقایق پایانی دیدار برابر لانوس به میدان آمد و تیمش با نتیجه ۲–۱ پیروز شد.
در تاریخ ۱ اوت ۲۰۲۳، آویلس به باشگاه اینتر میامی از لیگ برتر فوتبال آمریکا پیوست و قراردادی تا پایان سال ۲۰۲۶ امضا کرد. در ۲۶ اوت، او نخستین بازی خود در لیگ را در پیروزی ۲–۰ برابر نیویورک سیتی انجام داد. در آن فصل، او در مجموع ۱۱ بازی انجام داد و اینتر میامی در نیمه پایین جدول رده‌بندی قرار گرفت.
او در ۲۱ فوریه ۲۰۲۴ نخستین بازی خود در فصل جدید لیگ برتر فوتبال آمریکا را در پیروزی ۲–۰ مقابل رئال سالت لیک انجام داد. اینتر میامی در آن فصل با بیشترین امتیاز فصل لیگ را به پایان رساند، اما در مرحله اول پلی‌آف مقابل آتلانتا یونایتد حذف شد.
آویلس در تاریخ ۲۲ فوریه نخستین بازی خود در فصل ۲۰۲۵ لیگ MLS را در تساوی ۲–۲ برابر نیویورک سیتی انجام داد. او در دقیقه پنجم گلزنی کرد، اما در ادامه بازی  به دلیل خطای خطرناک از زمین اخراج شد.                                آویلس در جام جهانی مقابل پاریسن ژرمن گل به خودی زد.

## دوران ملی
آویلس در آرژانتین به دنیا آمده اما از طرف مادربزرگ مادری‌اش تبار شیلیایی دارد. او برای تیم زیر ۲۰ سال شیلی در بازی‌های جنوب آمریکای ۲۰۲۲ و قهرمانی زیر ۲۰ سال آمریکای جنوبی ۲۰۲۳ به میدان رفت. او سپس به تیم زیر ۲۰ سال آرژانتین برای حضور در جام جهانی فوتبال زیر ۲۰ سال ۲۰۲۳ دعوت شد.